# Konstrukcja sprężona

Porównanie belki niesprężonej i sprężonej:
1. Belka niesprężona bez obciążenia
2. Belka niesprężona z obciążeniem
3. Przed zastygnięciem betonu cięgna osadzone w betonie są napinane
4. Po zastygnięciu betonu cięgna wywierają na beton naprężenia ściskające
5. Belka sprężona bez obciążenia
6. Belka sprężona z obciążeniem

Konstrukcja sprężona – konstrukcja żelbetowa, w której w sposób celowy i kontrolowany wprowadza się siły wewnętrzne przeciwdziałające efektom takim jak odkształcenia i rysy, wywoływanym przez obciążenia zewnętrzne.

## Historia
Za początek stosowania konstrukcji sprężonych uważa się próby sprężania wykonywane przez Jacksona w Stanach Zjednoczonych i Döhringa w Europie w 1888 r. Próbowano w ten sposób wyeliminować wady żelbetu, zwłaszcza jego małą odporność na zarysowanie. Przez następne 40 lat nie udało się zastosować sprężenia na skalę techniczną głównie z powodu stosowania niewłaściwych materiałów oraz dużych strat sprężenia spowodowanych odkształceniami betonu i relaksacją stali. Dopiero od 1930 roku, dzięki pracom Eugéne Freyssineta oraz postępowi w dziedzinie technologii betonu i stali m.in. użycia stali o wysokiej wytrzymałości w cięgnach sprężających uzyskano zadowalające wyniki zastosowania konstrukcji sprężonych. Rzeczywisty rozwój tej technologii nastąpił po II wojnie światowej, kiedy oprócz gwałtownego postępu w technice, zaistniała potrzeba odbudowy zniszczonych obiektów przy jednoczesnym deficycie materiałów budowlanych. W 1952 r. powstało Międzynarodowe Stowarzyszenie Konstrukcji Sprężonych, od 1988 r. będące częścią Międzynarodowego Stowarzyszenia Betonu Konstrukcyjnego. W Polsce konstrukcje sprężone wprowadzono na początku lat 50, niedługo potem stosowano je na masową skalę w postaci prefabrykatów – dźwigarów, płyt dachowych i stropowych czy podkładów kolejowych. Za pierwszy most sprężony w Polsce uważa się zbudowany w 1953 roku most płytowy w Końskich o rozpiętości 12,6 m zaprojektowany przez T. Kluza.

## Klasyfikacja

### Ze względu na sposób sprężania
- Sprężane za pomocą cięgien, polegające na wzdłużnym naciągu wybranego zbrojenia stalowego. Gdy cięgna poddaje się naciągowi:
  - przed zabetonowaniem konstrukcje nazywamy strunobetonem;
  - po zabetonowaniu określa się jako kablobeton;
- Sprężanie bez cięgien, polegające na wywołaniu reakcji między masywnymi zewnętrznymi podporami a sprężanym elementem za pomocą pras, klinów lub ekspansji betonu[1], w praktyce inżynierskiej metoda ta jest bardzo rzadka[4].

### Ze względu na poziom sprężenia
- częściowe sprężenie – pod działaniem krótkotrwałych obciążeń dopuszcza się pojawienie niewielkich rys;
- ograniczone sprężenie – pod działaniem długotrwałych obciążeń w przekrojach nie występują naprężenia rozciągające, a pod wpływem krótkotrwałej kombinacji obciążeń rysy nie przekraczają wartości dopuszczalnej;
- pełne sprężenie – pod wpływem długotrwałej kombinacji obciążeń w przekrojach nie występują naprężenia rozciągające, a pod wpływem krótkotrwałej kombinacji nie pojawiają się rysy;
- superpełne sprężenie – pod działaniem podstawowej kombinacji obciążeń w przekrojach nie występują naprężenia rozciągające[4].

### Ze względu na lokalizację cięgien
- wewnątrz betonu – stropy, belki, płyty;
- w kanałach – kablobeton;
- zewnętrzne – mosty żelbetowe o przekroju skrzynkowym[5], mosty typu extradosed, płaszcze zbiorników[4].

## Porównanie konstrukcji sprężonych i żelbetu

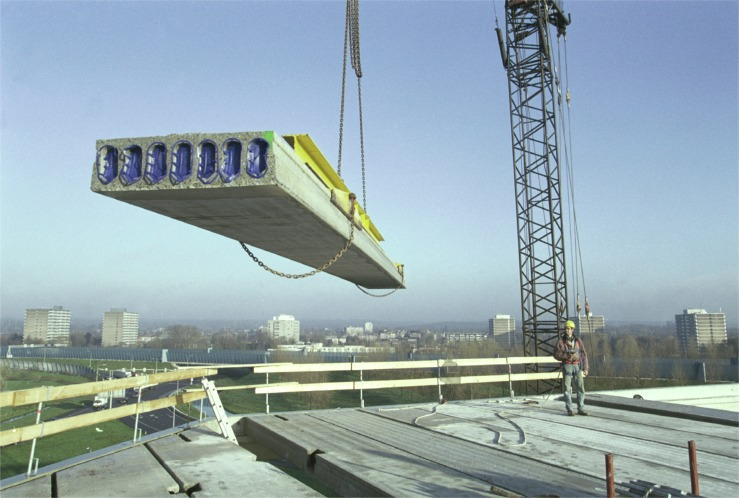
Montaż elementu sprężonego

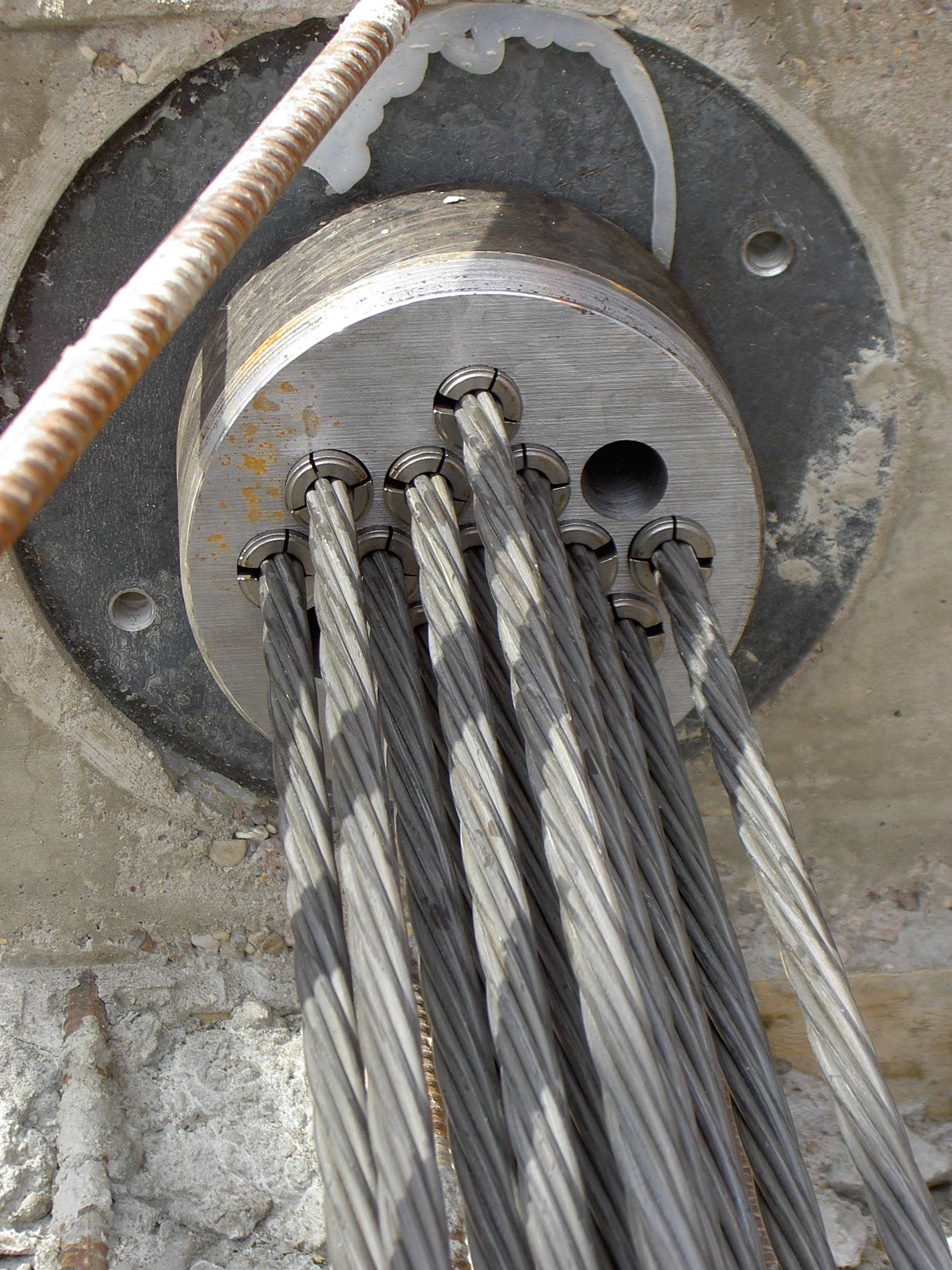
Zakotwienie głowicowe

| Cecha                                         | Żelbet                                      | Strunobeton                                                                        | Kablobeton                                                                                              |
| --------------------------------------------- | ------------------------------------------- | ---------------------------------------------------------------------------------- | --- |
| Naciąg cięgien                                | –                                           | przed zabetonowaniem                                                               | po zabetonowaniu                                                                                        |
| Zakotwienie                                   | –                                           | przez przyczepność                                                                 | dociskowe, kotwy                                                                                        |
| Trasa cięgien                                 | –                                           | prosta lub łamana                                                                  | zakrzywiona, kable umieszczane w strefach naprężeń rozciągających                                       |
| Miejsce wytwarzania                           | plac budowy, wytwórnia prefabrykatów        | wytwórnia prefabrykatów                                                            | plac budowy, wytwórnia prefabrykatów                                                                    |
| Wytrzymałość betonu na ściskanie              | 15–60 MPa w zależności od sposobu wykonania | 60–100 MPa                                                                         | 37–45 MPa                                                                                               |
| Rodzaj stali                                  | niskowęglowa                                | wysokowęglowa lub stopowa                                                          | wysokowęglowa lub stopowa                                                                               |
| Charakterystyczna granica plastyczności stali | 190–500 MPa                                 | 800–1860 MPa                                                                       | 800–1860 MPa                                                                                            |
| Maksymalna rozpiętość belek                   | do ok. 20 m                                 | do ok. 42,5 m, ograniczone sposobem transportu                                     | do ok. 300 m, z reguły ponad 12 m                                                                       |
| Ognioodporność                                | bardzo dobra                                | dobra                                                                              | dobra                                                                                                   |
| Zarysowania                                   | niemal nieuniknione                         | ograniczone lub brak                                                               | ograniczone lub brak                                                                                    |
| Szczelność                                    | ograniczona                                 | całkowita                                                                          | całkowita                                                                                               |
| Zastosowanie                                  | uniwersalny materiał budowlany              | płyty pełne lub otworowe, stropowe lub dachowe, podkłady kolejowe, słupy trakcyjne | mosty belkowe lub ramowe, zbiorniki, dźwigary dachowe, obudowy reaktorów, ściany oporowe i zapory wodne |

## Metody sprężania

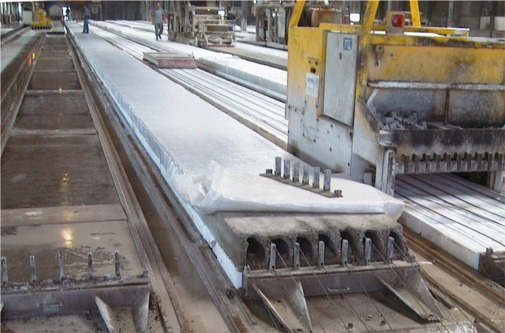
Produkcja sprężonego prefabrykatu

Metoda torów naciągowych – służy do masowej produkcji elementów strunobetonowych. Tory to konstrukcje trwale połączone z podłożem. Składają się z masywnych bloków oporowych rozdzielonych płytą żelbetową. Długość torów waha się od 30 do 250 m, a ich siła naciągowa zawiera się w granicach od 250 do 10 000 kN. Produkcja elementów zaczyna się od umieszczenia i rozciągnięcia drutów na blokach oporowych. Następnie na całej długości toru układa się formy, w których umieszcza się ewentualne dodatkowe zbrojenie, a następnie układa i zagęszcza mieszankę betonową. W celu przyspieszenia wiązania mieszanki stosowane są różne zabiegi. Następnie zwalnia się naciąg, rozformowuje elementy i obcina wystające cięgna.
Metoda form sztywnych – formy sztywne pełnią rolę formy elementów, jednocześnie przenosząc siły naciągu. Mogą być trwale połączone z podłożem lub częściej przenośne lub przesuwne.
Urządzenia naciągowe – stosowane przy sprężaniu elementów kablobetonowych. Urządzenia składają się z pras hydraulicznych oraz uchwytów cięgien. Istnieje wiele sposobów montażu oraz rodzajów kotwień w zależności od użytego rozwiązania. Siły naciągu pras zawierają się w przedziale od 70 do 180 kN. Po zakończeniu sprężania konieczne jest wypełnienie kanałów kablowych zawiesiną cementową (tzw. iniekcja) w celu ochrony kabla przed korozją.

## Materiały

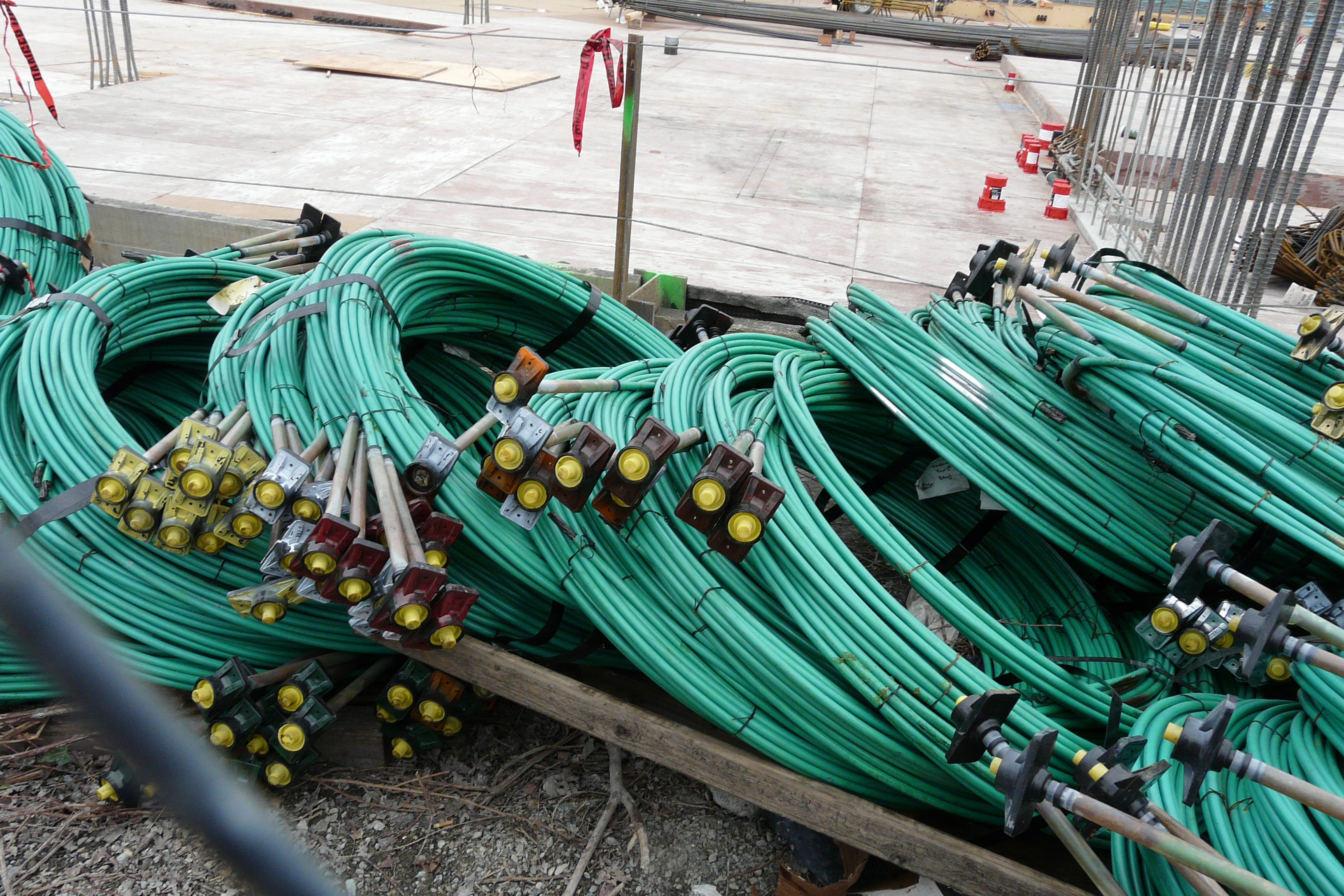
Kable stosowane do sprężania konstrukcji

### Beton
Od betonu wymaga się następujących właściwości:
- wysoka wytrzymałość na ściskanie – wymagana z powodu konieczności przeniesienia dużych sił sprężających. Minimalna klasa wytrzymałości dla kablobetonu to C25/30 (B30) a strunobetonu C30/37 (B37);
- wysoki moduł sprężystości – wymagany ze względu na ograniczenie strat doraźnych od sprężenia, ograniczenie skurczu oraz zmniejszenie ugięć elementów;
- małe odkształcenia opóźnione – ograniczenie skurczu i pełzania betonu;
- dobra przyczepność betonu do stali – wymagana głównie w elementach, w których siła sprężająca przekazywana jest bezpośrednio na beton;
- szczelność – beton musi chronić stal przed korozją, co przekłada się na trwałość i niezawodność konstrukcji[1][4].

### Stal
W konstrukcjach sprężonych stal występuje jako tradycyjne zbrojenie, jak i elementy sprężające. Własności stali przeznaczonej na zbrojenie są identyczne jak w żelbecie, natomiast od stali sprężającej wymaga się:
- wysokiej wytrzymałości na rozciąganie – umożliwia to wprowadzenie dużych sił sprężających przy niewielkim przekroju cięgna;
- odpowiednich właściwości sprężystych – wymagana ze względu wysokich naprężeń przy minimalnych stratach siły naciągu spowodowanych odkształceniem plastycznym;
- ciągliwości – przeciwdziała gwałtownym zerwaniem się cięgien przy przeciążaniach[1][4].

## Współpraca betonu i stali

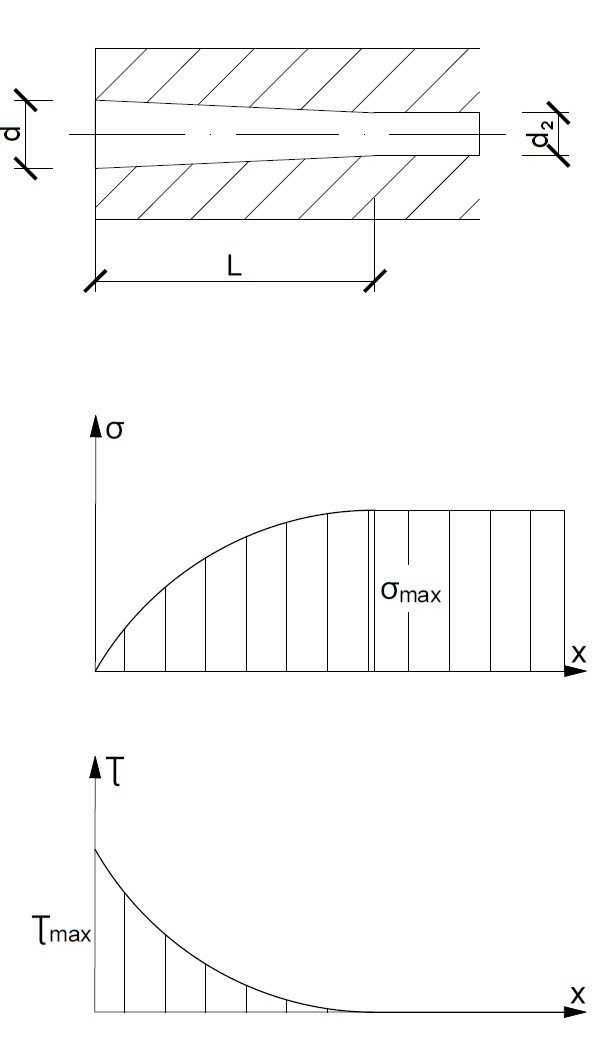
Rozkład naprężeń w cięgnie sprężającym; L – długość zakotwienia; σ – naprężenia w cięgnie; Τ – naprężenia styczne

W elementach strunobetonowych kotwienie cięgien jest zapewnione dzięki przyczepności na powierzchni styku z betonem. Charakterystyczną cechą jest występowanie pełnego sprężenia w pewnej odległości od początku elementu nazywanej długością zakotwienia. Na długości tej naprężenia zmieniają się od zera do wartości maksymalnej występującej w dalszej części przekroju. Jest to spowodowane zmniejszaniem się średnicy prętów wraz z ich wydłużaniem. Po zwolnieniu cięgno dąży do zwiększenia swojej średnicy do wartości początkowej, przez co na długości zakotwienia przyjmuje kształt klina co korzystnie wpływa na współpracę betonu i stali. Na długość zakotwienia istotnie wpływa sposób zwolnienia napiętego cięgna, przy nagłym zwolnieniu (np. przez przecięcie pręta) długość ta może wzrosnąć dwukrotnie, spowodowane jest to uszkodzeniem warstwy betonu bezpośrednio przylegającej do cięgna. Siłę przyłożoną do stali należy zmniejszać powoli i równomiernie, jednocześnie we wszystkich wiązkach występujących w elemencie. W przypadku kablobetonu współpraca betonu i stali zależy od elementów kotwiących przekazujących naprężenia ze stali na beton.

## Projektowanie elementu

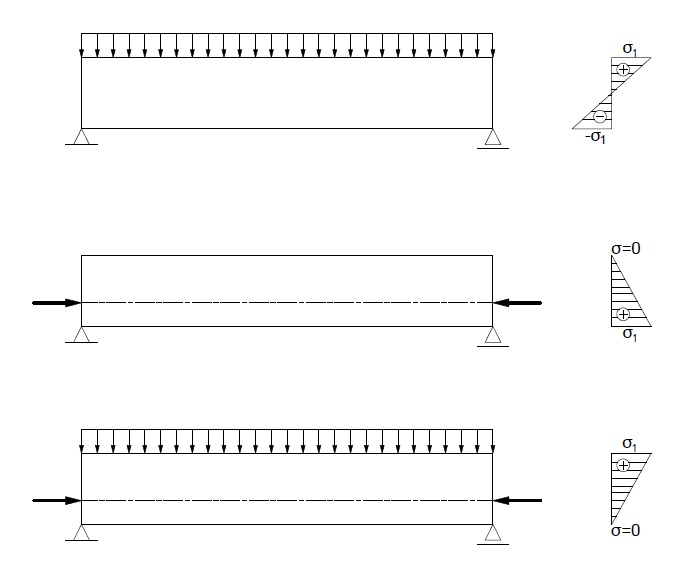
Rozkład naprężeń w konstrukcji sprężonej

W ogólnym przypadku projektowanie elementu sprężonego różni się od projektowania tradycyjnego elementu żelbetowego koniecznością wyznaczenia siły sprężającej tak, żeby wyeliminować naprężenia rozciągające z przekroju. Siła sprężająca powinna być odpowiednio zmniejszona o występujące w elemencie straty:
- Doraźne:
  - Tarcie kabli o ściany kanału w kablobetonie;
  - Poślizg cięgien w zakotwieniu;
  - Straty spowodowane temperaturowym rozszerzaniem stali;
  - Straty spowodowane sprężystym odkształceniem betonu.
- Opóźnione:
  - Spowodowane relaksacją stali;
  - Spowodowane skurczem i pełzaniem betonu.

Siły sprężające nie mogą spowodować zniszczenia betonu.

## Błędy wykonania
Podstawowym błędem prowadzącym bezpośrednio do katastrofy konstrukcji jest brak odpowiedniego zabezpieczenia stali przed korozją. Niewłaściwe otulenie cięgien, nieszczelność powierzchni betonu lub usterki lokalne (odpryski, rysy) mogą spowodować przedostanie się związków chemicznych przyspieszających korozję do cięgien. Budowle, w których na skutek korozji stalowe elementy utraciły zdolność przenoszenia naprężeń niespodziewanie waliły się bez uprzednich oznak uszkodzenia. Przykładem tego rodzaju katastrofy była awaria mostu Ynys-y-Gwas w południowo-zachodniej Walii.

## Zalety i wady

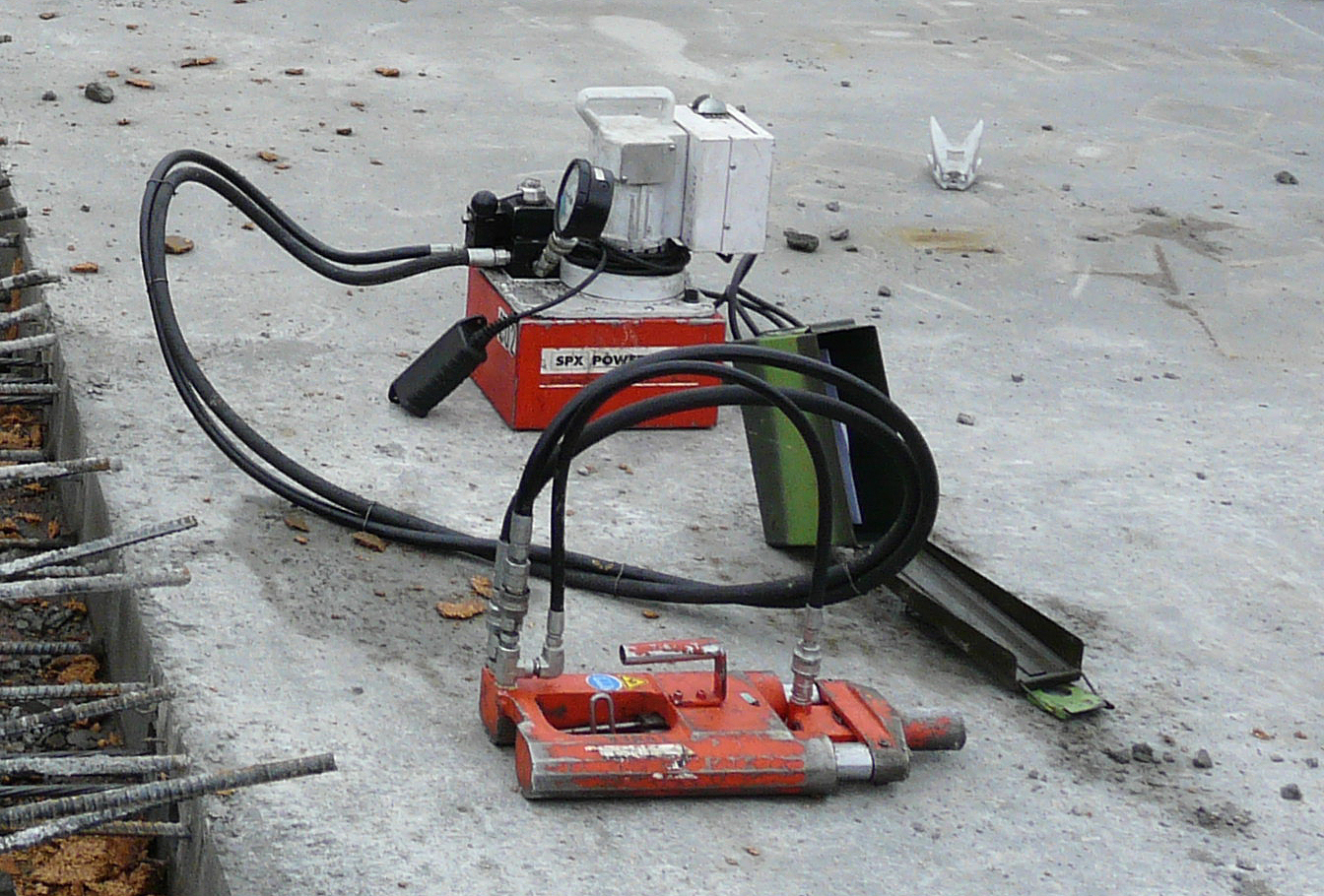
Prasa hydrauliczna do naprężania kabli

### Zalety
- Odporność na zarysowanie;
- Mniejsze zużycie materiałów budowlanych[7];
- Mniejsze przekroje poprzeczne niż przy rozwiązaniach żelbetowych;
- Przenoszenie większych obciążeń, możliwość budowy elementów o większych rozpiętościach[4].

### Wady
- Konieczność użycia stali i betonu o wysokiej wytrzymałości[7];
- Skomplikowane roboty budowlane, wymagane precyzyjne wykonanie i specjalistyczny sprzęt;
- Błędy projektowe i wykonawcze mają znacznie większy wpływ na konstrukcje niż w przypadku konstrukcji żelbetowych[4];
- Konstrukcje mogą zawalić się bez uprzednio widocznych oznak uszkodzenia[6].

## Zastosowanie sprężenia do wzmocnienia konstrukcji
Poza opisanymi zastosowaniami sprężenia w nowoprojektowanych konstrukcjach żelbetowych, możliwe jest wykorzystanie sprężenia zewnętrznego do wzmocnienia istniejących konstrukcji podczas ich napraw lub modernizacji. Są to tzw. czynne (lub aktywne) metody wzmocnienia konstrukcji. Najczęściej stosowane są następujące metody:
- wzmocnienie konstrukcji żelbetowych (np. stropów, mostów) za pomocą wstępnie naprężonych taśm kompozytowych[9];
- sprężenie kablami zewnętrznymi konstrukcji (zazwyczaj mostów) żelbetowych[10], stalowych[5] lub zespolonych[11].

## Przykładowe budowle

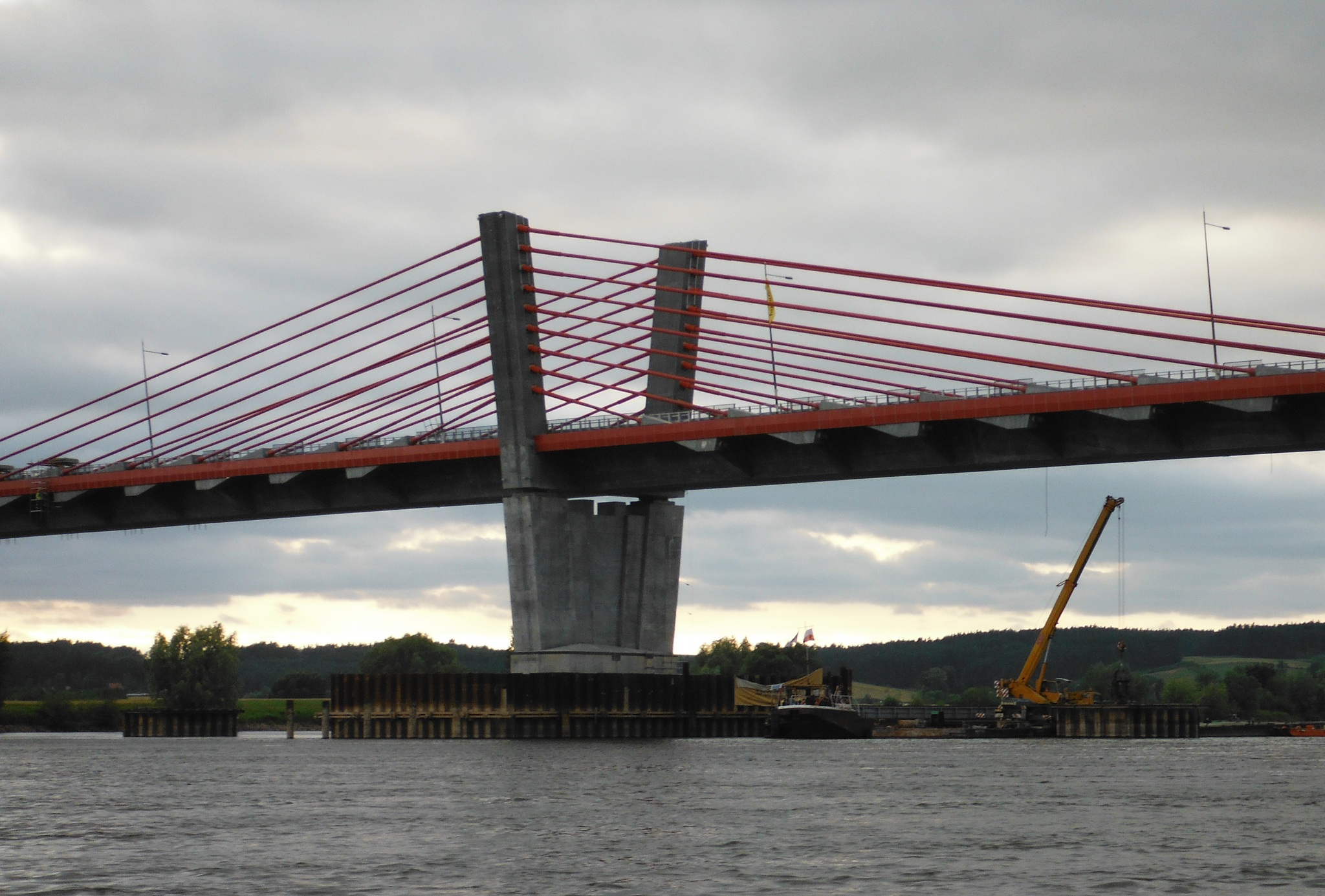
Most pod Kwidzynem w trakcie budowy

- Most w Końskich – pierwszy w Polsce most z betonu sprężonego[3][12];
- Hala Olivia – stalowe dźwigary sprężone kablami[13];
- Most pod Kwidzynem – część kabli sprężających poprowadzonych jest nad podporami[14];
- Most autostradowy w Mszanie – najszerszy most typu extradosed na świecie, jezdnie umieszczone są na dwukomorowym dźwigarze skrzynkowym z betonu sprężonego;
- Centrum Nauki Kopernik w Warszawie – platforma sprężona nad tunelem trasy świętokrzyskiej[15];
- Most gen. Stefana Grota-Roweckiego w Warszawie – wzmocnienie dużego mostu stalowego za pomocą sprężenia zewnętrznego[16].